# Píka

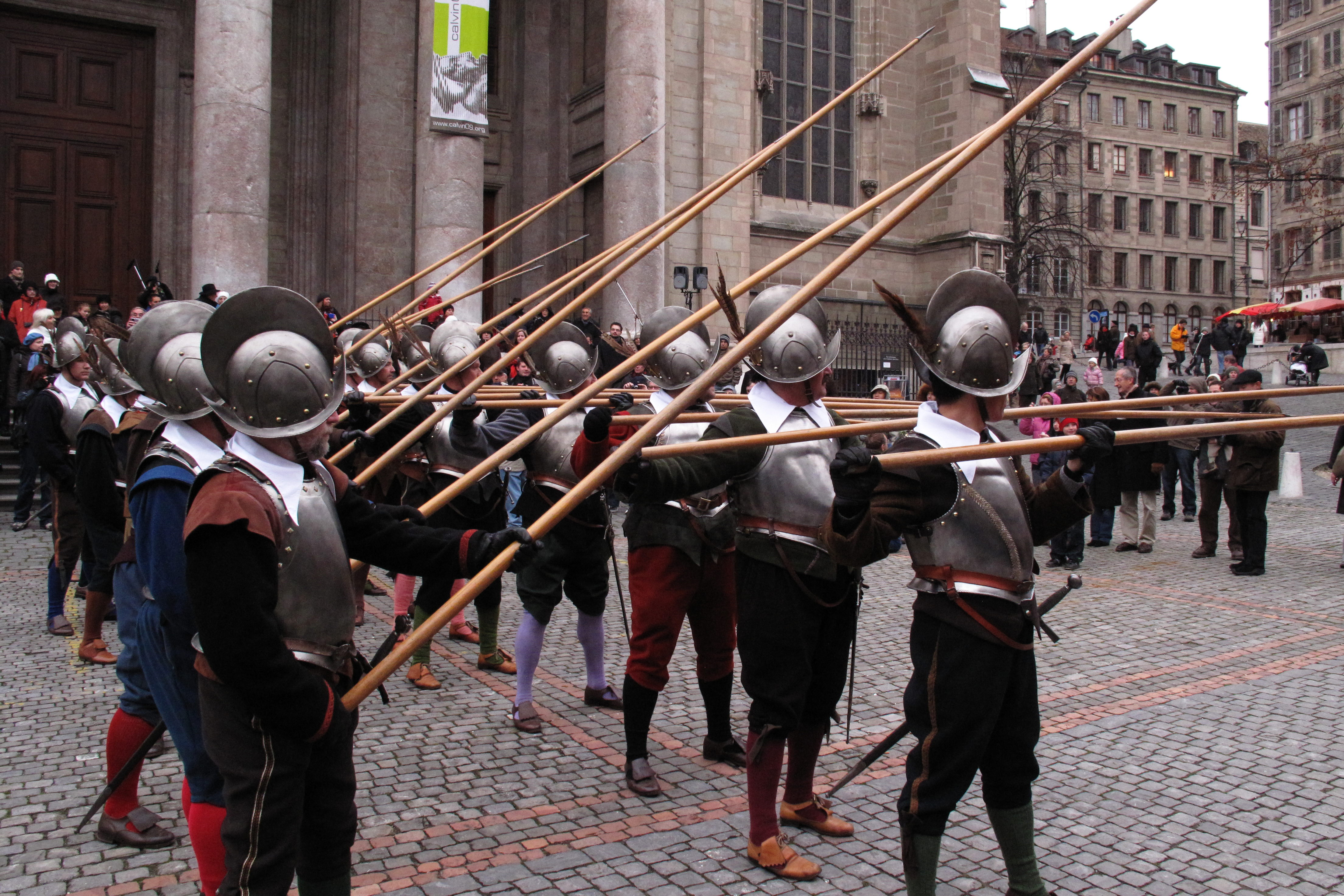
Dvě řady pikenýrů

Píka je dlouhá pěchotní dřevcová bodná zbraň, používaná v boji s nepřátelskou pěchotou i při obraně před jízdním útokem. Na rozdíl od jiných zbraní podobného typu nikdy nesloužila jako vrhací zbraň. V Evropě se používala od raného středověku až do začátku 18. století.